# Roland März

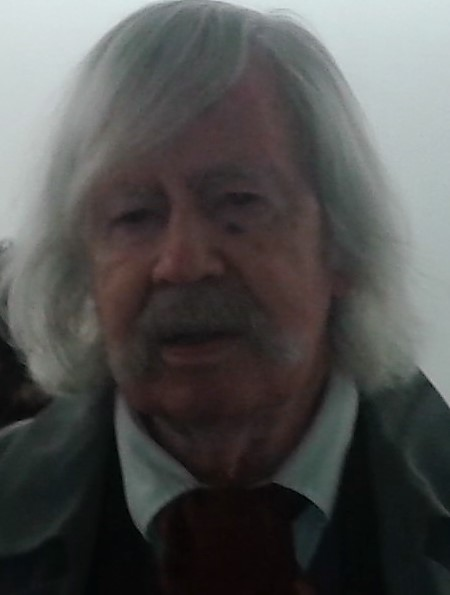
Roland März, 2015

Roland März (* 20. September 1939 in Leipzig; † 15. September 2020 in Berlin) war ein deutscher Kunsthistoriker und Kurator.

## Werdegang
März studierte von 1961 bis 1966 Kunstgeschichte bei Gerhard Strauss, Peter H. Feist, Willy Kurth und Karl-Heinz Clasen an der Berliner Humboldt-Universität. Ab 1966 bis zur Beendigung seiner Berufstätigkeit 2004 war er wissenschaftlicher Mitarbeiter der Nationalgalerie der Staatlichen Museen zu Berlin. Zuletzt arbeitete März in der Neuen Nationalgalerie im Bereich der Klassischen Moderne und der Kunst der DDR.
Der Forschungsschwerpunkt von März liegt auf dem Gebiet der bildenden Kunst des deutschen Expressionismus. Daneben hat er sich intensiv mit dem Werk des Meisters der politischen Fotomontage, John Heartfield, auseinandergesetzt – einem Thema, mit dem er 1982 promoviert wurde. Die Ergebnisse seiner Forschungen hat er in mehreren Publikationen einem breiteren Publikum vorgestellt.
März war federführend an der 1986 durchgeführten Ausstellung „Expressionisten. Die Avantgarde in Deutschland 1905–1920“ in der Alten Nationalgalerie mitbeteiligt.

## Publikationen (Auswahl)
- Herausgeber: John Heartfield. Fotomontagen aus den Jahren 1924 bis 1944. [Insel Verlag, Leipzig 1979 – Insel-Bücherei 1023/1 – nicht erschienen][2]
- Franz Radziwill. Henschel-Verlag, Berlin 1975
- Collagen in der Kunst der DDR (= Seemann Kunstmappe). E. A. Seemann, Leipzig 1980.
- Herausgeber: Daumier & Heartfield. Politische Satire im Dialog. Berlin, Altes Museum 1981 (Ausstellungskatalog)
- mit Gertrud Heartfield: Der Schnitt entlang der Zeit. Selbstzeugnisse Erinnerungen Interpretationen. Verlag der Kunst, Dresden 1981
- Die Fotomontage John Heartfields. Studien zur revolutionären Gebrauchsgraphik für Buch, Plakat, Presse u. Theater. Dissertationsschrift. Berlin 1982.
- Malerei der Neuen Sachlichkeit (= Seemann Kunstmappe). E. A. Seemann, Leipzig 1980.
- Vision und Wirklichkeit. Die expressionistische Avantgarde in Deutschland 1905–1920. In: Expressionisten. Die Avantgarde in Deutschland 1905–1920. Ausstellungskatalog. Henschelverlag Kunst und Gesellschaft, Berlin 1986, ISBN 3-362-00081-9.
- Heartfield montiert. 1933–1938. Edition Leipzig, Leipzig 1993, ISBN 3-361-00301-6.
- Otto Dix – Die Skatspieler: Eine Neuerwerbung für die Nationalgalerie. In: Jahrbuch Preußischer Kulturbesitz. 32, Gebrüder Mann, Berlin 1995, S. 351–391.
- mit Andrea Hollmann: Hermann Göring und sein Agent Josef Angerer. Annexion und Verkauf „Entarteter Kunst“ aus deutschem Museumsbesitz 1938. Fink, Paderborn 2014, ISBN 978-3-7705-5173-6.